# Bahnhofstraße (Sarrebruck)
La Bahnhofstraße Saarbrücken (en français rue de la Gare) est une rue piétonne située à Sarrebruck, en Allemagne. La Bahnhofstraße Saarbrücken débute au St. Johanner Markt (marché Saint-Jean) et se termine à Europa-Galerie. La longueur de la rue est d'environ 700 mètres.

## Situation et accès
La Bahnhofstraße débute au St. Johanner Markt et se termine sur une place depuis laquelle on accède à l'Ouest à la Trier Straße (rue de Trèves), au Sud à la Faktoreistraße (rue du Comptoir) et au Nord à la Reichsstraße (rue Impériale) qui mène à la gare centrale de Sarrebruck. Sur cette place se trouve l'une des entrées du centre commercial Europa-Galerie dont le bâtiment qui appartenait à la direction des mines de Sarrebruck. La Bahnhofstraße est piétonne sur toute sa longueur et traverse quatre rue perpendiculaires ; trois d'entre elles sont régulées par des feux de circulation. Les deux premières rues traversantes, la Betzenstraße et la Dudweilerstraße (rue de Dudweiler), où se trouve le Diskontoecke, peuvent être traversées par un passage souterrain privé, le Diskonto-Passage, lorsque les commerces sont ouverts. La plupart des rues environnantes font partie de la zone piétonne et commerciale du centre-ville de Sarrebruck. Les rues menant vers le Sud relient la Berliner Promenade (promenade de Berlin) qui a été rénovée dans le cadre du projet « Stadtmitte am Fluss » proposé par Charlotte Britz, maire de la ville.

## Historique
La Bahnhofstraße a été construite en 1852 pour permettre la connexion entre la Gare centrale de Sarrebruck et le St. Johanner Markt. La rue a très rapidement été un axe majeur avec l'ouverture de la Direction des mines de Sarrebruck en 1880. À partir de 1890, le tramway de Sarrebruck passe par la Bahnhofstraße et plus tard le tram de Rigelsberg utilise également la ligne. Durant la période nazie, la rue prend le nom de Adolf-Hitler-Straße. Pendant la Seconde Guerre mondiale, la très fréquentée Bahnhofstraße est presque entièrement dévastée.